# 仇益
仇益，山西汾西人，明朝政治人物、进士。

## 生平
洪武十七年，鄉試中舉。洪武十八年（1385年）乙丑科登進士，官至浙江按察使。